# Vlade Divac
Vlade Divac (en serbio: Владе Дивац), nacido Vladímir Divac (Prijepolje, antigua Yugoslavia, 3 de febrero de 1968) es un exjugador de baloncesto serbio que disputó 16 temporadas en la NBA. Con 2,16 metros de altura, jugaba en la posición de pívot.

## Trayectoria deportiva

### Inicios
Vlade Divac dio sus primeros pasos en el baloncesto formando parte del KK Elan Prijepolje, escuadra de su localidad natal, tras haber sido portero de fútbol también en un modesto equipo local. En 1982 fichó por el KK Sloga, con quien saltó al profesionalismo, y desde el primer momento llamó la atención de los grandes clubes yugoslavos, tras anotar 27 puntos en un partido contra el Estrella Roja de Belgrado. Como si de una premonición se tratara, en 1986 firmó por el gran rival de este equipo, el Partizan de Belgrado.
Aunque de la mano de su nuevo club llegaron los éxitos que catapultaron a Divac en primer lugar a la selección yugoslava y después a la NBA, no fueron muchos los títulos que consiguió el pívot, reduciéndose éstos a una Liga Nacional (1987) y a una Copa (1989), escasez en parte debida a su coincidencia en el tiempo con la potente Jugoplastika Split. Sin embargo, al menos pudo despedirse del viejo continente ganando la Copa Korać de ese mismo año.

### NBA
Después de jugar en Europa, dio el salto a la NBA tras ser elegido por Los Angeles Lakers en la 26.ª posición en el Draft de 1989. Allí llegó con la difícil misión de sustituir al hasta entonces pívot titular angelino, retirado ese mismo verano y leyenda de la liga Kareem Abdul-Jabbar.
Su primera campaña en Estados Unidos resultó satisfactoria, pues disputó todos los partidos de la temporada regular -82 (aunque sólo 6 como titular)- y fue incluido en el Quinteto Ideal de Rookies. Además, se convirtió rápidamente en un jugador muy popular y querido por el público, pese a sus iniciales dificultades idiomáticas.
Ya en su segundo año se hizo con el puesto de titular y consiguió llegar a la final de la NBA, aunque en su camino se cruzaron los Chicago Bulls de Michael Jordan, que no dejaron escapar la oportunidad y se impusieron por 4-1 en el cómputo global de la serie, alzándose así con el primero de sus seis anillos de campeón.
Durante los siete cursos que pasó en Los Ángeles fue desarrollando cada vez más su faceta como asistente, llegando a promediar en la temporada 1994-95 4.1 pases a canasta por partido, una impresionante estadística para un jugador de su tamaño y posición. Paralelamente, también fue ganando cierta fama de teatrero, pues se le acusaba de fingir demasiadas faltas cuando su cuerpo entraba en contacto con el de sus adversarios. Debido a ello, el periodista español Andrés Montes le apodó Vittorio Gassman, haciendo analogía entre el actor italiano del mismo nombre y las dotes interpretativas del yugoslavo.
En 1996, Divac fue traspasado a los Charlotte Hornets a cambio de los derechos de Kobe Bryant, aunque ya para entonces el pívot se había convertido en uno de los primeros jugadores europeos en causar impacto real en la NBA, junto al alemán Detlef Schrempf y el holandés Rik Smits. Después de jugar dos años para la franquicia entonces ubicada en Carolina del Norte, el yugoslavo fichó como agente libre por los Sacramento Kings, que ese mismo verano firmaron al ala-pívot Chris Webber y al base Jason Williams.
Junto a ellos alcanzó la categoría de All Star en 2001 y devolvió a un equipo históricamente perdedor a la élite de la liga y persiguió, sin éxito, el título de campeón.
Los Kings siguieron adquiriendo piezas, como el escolta Doug Christie, el base Mike Bibby (este a cambio del citado Williams), o el alero serbio Peja Stojakovic, apadrinado y tutoreado por Divac en sus inicios en la franquicia californiana. Un espectacular baloncesto basado en la capacidad de pase del yugoslavo y de Webber llevó a Sacramento a la final de la Conferencia Oeste en la temporada 2001-02. En ese momento, fueron batidos por Los Angeles Lakers de Shaquille O'Neal y Kobe Bryant, a la postre tricampeones, en una emocionante eliminatoria, por 4 a 3.
En las dos siguientes campañas, las últimas de Divac en los Kings, el equipo cayó consecutivamente en las semifinales de la Conferencia Oeste contra los Dallas Mavericks primero y contra los Minnesota Timberwolves después, y en ambas ocasiones nuevamente por 4-3.
Después del curso 2003-04, y de que su contrato con los Kings expirara, Divac fue contratado nuevamente por los Lakers, en un intento de restablecer el aura de competitividad del equipo de Los Ángeles. Después de que este perdiera las finales de la NBA la temporada anterior, la mayoría de los jugadores principales fueron sustituidos, como fue el caso de Shaquille O'Neal, y Divac parecía el más indicado para llenar el vacío dejado por el mastodóntico pívot, pero sus lesiones en la espalda se lo impidieron.

### Retirada

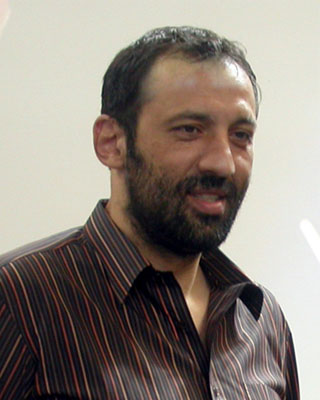
Vlade Divac en 2007.

Precisamente estas dolencias solo le permitieron jugar 15 partidos, tras lo cual el 14 de julio de 2005 Divac anunció su retirada, poniendo fin a una carrera de 16 años en la liga norteamericana, donde promedió, en 1134 partidos, 11,8 puntos, 8,2 rebotes y 3,1 asistencias por encuentro.
Además es uno de los siete únicos jugadores en la historia de la NBA que ha conseguido al menos 13 000 puntos, 9000 rebotes, 3000 asistencias y 1500 tapones a lo largo de su carrera en Estados Unidos; un honor que comparte con Kareem Abdul-Jabbar, Hakeem Olajuwon, Shaquille O'Neal, Tim Duncan, Kevin Garnett y Pau Gasol.
El día 31 de marzo de 2009, los Sacramento Kings reconocieron su trayectoria en la franquicia retirando su dorsal número 21, aprovechando la visita al ARCO Arena de uno de sus exequipos, los Hornets, entrenados en ese momento por su excompañero en los Lakers Byron Scott y en donde jugaba por entonces Stojakovic.
En 2010 se anuncia su incorporación junto con otros grandes baloncestistas, entrenadores y dirigentes europeos en el prestigioso Salón de la Fama de la FIBA.
En 2019 es incluido en el Basketball Hall of Fame estadounidense.

### Selección nacional
Vlade compartió selección con dos grandes generaciones de jugadores balcánicos, que consiguieron importantes éxitos a nivel internacional. No obstante, la historia de Divac y del combinado nacional va intrínsecamente ligado al proceso de desmembramiento de la antigua Yugoslavia.
Divac debutó con la Selección sénior de Yugoslavia en 1986, antes de desencadenarse los conflictos y tras un exitoso paso por las categorías inferiores, incluida una medalla de oro en los Juegos Mundiales Universitarios de 1985. En su primera experiencia con la absoluta alcanzó la medalla de bronce en el Campeonato del Mundo de Baloncesto celebrado en España, una presea que repetiría un año después en el Eurobasket de Grecia.
Tras una plata obtenida en los Juegos de Seúl de 1988 y un oro como anfitrión en el Eurobasket de 1989, las tensiones comenzaron a surgir al año siguiente, en el Mundial de Argentina de 1990.
Aunque los balcánicos se impusieron en la final del torneo a la URSS, por 92-75, durante la celebración del título un aficionado croata, envuelto en una bandera homónima, saltó a la cancha y fue expulsado de la misma por Divac, mientras este exclamaba que aquel día «había ganado Yugoslavia, no Croacia».
Ya en 1991 y en plena guerra, el combinado plavi se alzó con la victoria en el Eurobasket de Italia, en lo que supuso el último campeonato disputado por Yugoslavia hasta 1995, debido a la sanción de 3 años que Naciones Unidas impuso contra la República Federal de Yugoslavia por crímenes contra la Humanidad.
Desde 1995, la presencia de Divac en la selección no fue permanente, delegando su liderazgo en jugadores como Dejan Bodiroga o su delfín Stojakovic. No obstante, fue partícipe de la última medalla olímpica del combinado yugoslavo —plata en Atlanta 1996— y de su último título —oro— en el Mundial de Indianápolis de 2002.
La historia de la selección de baloncesto de Yugoslavia, con el trasfondo histórico de la ruptura de la República Federal Socialista de Yugoslavia en los años 1990 y la amistad de hermanos desarrollada por los yugoslavos Vlade Divac (de Serbia) y Dražen Petrović (de Croacia), ambos estrellas consagradas en su país, fue narrada en el documental: Once Brothers.

## Estadísticas de su carrera en la NBA

### Temporada regular
| Año      | Equipo     | PJ   | PT  | MPP  | %TC  | %3P  | %TL  | RPP  | APP | ROB | TPP | PPP  |
| -------- | ---------- | ---- | --- | ---- | ---- | ---- | ---- | ---- | --- | --- | --- | ---- |
| 1989-90  | LA Lakers  | 82   | 5   | 19.6 | .499 | .000 | .708 | 6.2  | .9  | 1.0 | 1.4 | 8.5  |
| 1990-91  | LA Lakers  | 82   | 81  | 28.2 | .565 | .357 | .703 | 8.1  | 1.1 | 1.3 | 1.5 | 11.2 |
| 1991-92  | LA Lakers  | 36   | 18  | 27.2 | .495 | .263 | .768 | 6.9  | 1.7 | 1.5 | 1.0 | 11.3 |
| 1992-93  | LA Lakers  | 82   | 69  | 30.8 | .485 | .280 | .689 | 8.9  | 2.8 | 1.6 | 1.7 | 12.8 |
| 1993-94  | LA Lakers  | 79   | 73  | 34.0 | .506 | .191 | .686 | 10.8 | 3.9 | 1.2 | 1.4 | 14.2 |
| 1994-95  | LA Lakers  | 80   | 80  | 35.1 | .507 | .185 | .777 | 10.4 | 4.1 | 1.4 | 2.2 | 16.0 |
| 1995-96  | LA Lakers  | 79   | 79  | 31.3 | .513 | .167 | .641 | 8.6  | 3.3 | 1.0 | 1.7 | 12.9 |
| 1996-97  | Charlotte  | 81   | 80  | 35.1 | .494 | .234 | .683 | 9.0  | 3.7 | 1.3 | 2.2 | 12.6 |
| 1997-98  | Charlotte  | 64   | 41  | 28.2 | .498 | .214 | .691 | 8.1  | 2.7 | 1.3 | 1.5 | 10.4 |
| 1998-99  | Sacramento | 50   | 50  | 35.2 | .470 | .256 | .702 | 10.0 | 4.3 | .9  | 1.0 | 14.3 |
| 1999-00  | Sacramento | 82   | 81  | 29.0 | .503 | .269 | .691 | 8.0  | 3.0 | 1.3 | 1.3 | 12.3 |
| 2000-01  | Sacramento | 81   | 81  | 29.9 | .482 | .286 | .691 | 8.3  | 2.9 | 1.1 | 1.1 | 12.0 |
| 2001-02  | Sacramento | 80   | 80  | 30.3 | .472 | .231 | .615 | 8.4  | 3.7 | 1.0 | 1.2 | 11.1 |
| 2002-03  | Sacramento | 80   | 80  | 29.8 | .466 | .240 | .713 | 7.2  | 3.4 | 1.0 | 1.3 | 9.9  |
| 2003-04  | Sacramento | 81   | 81  | 28.6 | .470 | .154 | .654 | 5.7  | 5.3 | .7  | .1  | 9.9  |
| 2004-05  | LA Lakers  | 15   | 0   | 8.7  | .419 | .000 | .667 | 2.1  | 1.3 | .3  | .1  | 2.3  |
| Total    | Total      | 1134 | 979 | 29.8 | .495 | .235 | .692 | 8.2  | 3.1 | 1.1 | 1.4 | 11.8 |
| All-Star | All-Star   | 1    | 0   | 9.0  | .667 | .000 | –    | 6.0  | 1.0 | 2.0 | .0  | 8.0  |

### Playoffs
| Año   | Equipo     | PJ  | PT  | MPP  | %TC  | %3P  | %TL  | RPP  | APP | ROB | TPP | PPP  |
| ----- | ---------- | --- | --- | ---- | ---- | ---- | ---- | ---- | --- | --- | --- | ---- |
| 1990  | LA Lakers  | 9   | 1   | 19.4 | .727 | .500 | .895 | 5.3  | 1.1 | 0.9 | 1.7 | 9.1  |
| 1991  | LA Lakers  | 19  | 19  | 32.1 | .564 | .167 | .803 | 6.7  | 1.1 | 1.4 | 2.2 | 13.3 |
| 1992  | LA Lakers  | 4   | 4   | 35.8 | .349 | .000 | .900 | 5.5  | 3.8 | 1.3 | 0.8 | 9.8  |
| 1993  | LA Lakers  | 5   | 5   | 33.4 | .500 | .444 | .545 | 9.4  | 5.6 | 1.2 | 2.4 | 18.0 |
| 1995  | LA Lakers  | 10  | 10  | 38.8 | .467 | .222 | .645 | 8.5  | 3.1 | 0.8 | 1.3 | 15.6 |
| 1996  | LA Lakers  | 4   | 4   | 28.8 | .429 | .200 | .625 | 7.5  | 2.0 | 0.0 | 1.3 | 9.0  |
| 1997  | Charlotte  | 3   | 3   | 38.7 | .457 | .000 | .800 | 8.7  | 3.3 | 1.0 | 2.0 | 18.0 |
| 1998  | Charlotte  | 9   | 9   | 38.5 | .483 | .000 | .606 | 10.9 | 3.4 | 0.8 | 1.6 | 11.6 |
| 1999  | Sacramento | 5   | 5   | 39.6 | .446 | .200 | .833 | 10.0 | 4.6 | 1.6 | 0.8 | 16.2 |
| 2000  | Sacramento | 5   | 5   | 32.0 | .357 | .000 | .696 | 7.2  | 2.8 | 1.4 | 0.8 | 11.2 |
| 2001  | Sacramento | 8   | 8   | 28.1 | .350 | .333 | .763 | 8.4  | 2.4 | 1.0 | 1.5 | 10.8 |
| 2002  | Sacramento | 16  | 16  | 33.4 | .464 | .268 | .755 | 9.3  | 1.7 | 1.1 | 1.3 | 13.5 |
| 2003  | Sacramento | 12  | 12  | 26.4 | .560 | .000 | .673 | 5.8  | 2.3 | 0.7 | 0.9 | 11.4 |
| 2004  | Sacramento | 12  | 12  | 19.6 | .437 | .000 | .739 | 4.9  | 1.8 | 0.3 | 0.4 | 6.6  |
| Total | Total      | 121 | 113 | 30.8 | .480 | .241 | .731 | 7.5  | 2.4 | 1.0 | 1.4 | 12.1 |

## Vida personal

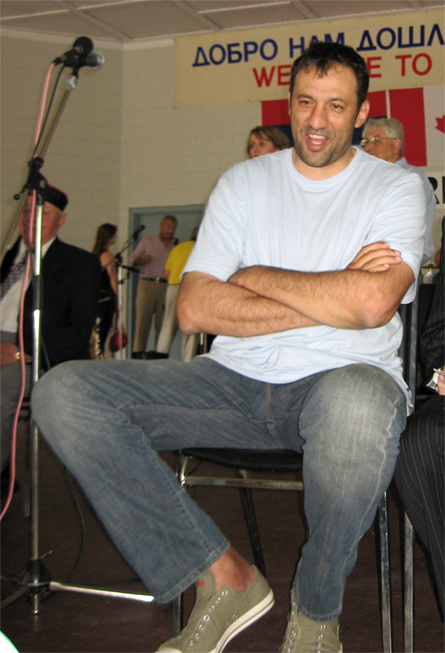
Divac en 2008.

Desde antes incluso de su retirada, ha formado parte de la estructura de diversos clubes de baloncesto. A finales de 2000 fue elegido presidente del Partizan de Belgrado, aunque debido a su ocupación como jugador en la NBA, fue su compatriota, amigo y vicepresidente del equipo, Predrag Danilović, quien se hizo cargo en la práctica de las riendas de la escuadra. Además, después de dar por finiquitada su carrera como jugador, el ya ex pívot trabajó como scout para los Lakers durante un año.
En junio del 2006, Divac se unió a la candidatura de Ramón Calderón durante las elecciones presidenciales del Real Madrid, a través de amistades comunes con el montenegrino Pedja Mijatović, a la postre director deportivo del club. Tres meses después, Divac tomó posesión de su cargo como coordinador de Relaciones Internacionales del Real Madrid de Baloncesto, siendo en realidad un puesto más bien simbólico, como reconoció el propio interesado: «Literalmente, yo no hago nada en el Real Madrid. Sólo sirvo como parte de la nueva imagen del club. Sólo acepté la oferta porque me lo pidió Pedja Mijatovic». Al cabo de aproximadamente un año y medio abandonó el equipo, contrariado por lo abstracto de sus funciones, y desde el 24 de febrero de 2009 es el presidente del Comité Olímpico Serbio.
En el plano personal, es un reconocido filántropo que dirige su propia ONG, llamada Grupo Siete, y está casado con la actriz Snezana Divac.
Su mejor amigo era Dražen Petrović, con quien triunfó en la selección de Yugoslavia, se fueron juntos a Estados Unidos para ser de los primeros extranjeros que triunfaron en la NBA, su amistad se terminó por malentendidos políticos durante la desintegración de Yugoslavia. Dražen Petrović murió sin poder reconciliarse con Divac.
En junio de 2025 se fracturó la cadera en un accidente de motocicleta.